# Urgleptes leopaulini
Urgleptes leopaulini är en skalbaggsart som beskrevs av Touroult 2004. Urgleptes leopaulini ingår i släktet Urgleptes och familjen långhorningar.
Artens utbredningsområde är:
- Guadeloupe.
- Martinique.

Inga underarter finns listade i Catalogue of Life.